# Babbitt (livro)
Babbitt é um livro de autoria de Sinclair Lewis publicado em 1922. 
Babbitt é uma sátira da vida cotidiana americana no início do século XX, em seu comportamento conformista, principalmente da classe média.